# 东航 (足球运动员)
东航（1993年5月21日—），出生于北京，足球运动员。现效力上海申花，司职守门员。

## 职业生涯
东航先后在北京三高和北京国安接受青训，2011年入选城运会北京男足代表队。2012年，东航离开北京国安，加盟新成立的中国足球乙级联赛球队青海森科，赛季中出场两次。2013年，上海申花将东航招入帐下，夏季转会时又把他租给乙级球队大理锐龙。